# 과소결정
과학 철학에서 데이터에 의한 이론의 과소결정은 주어진 시간에 우리가 사용할 수 있는 증거가 그에 대한 응답으로 어떤 믿음을 유지해야 하는지 결정하기에 불충분할 수 있다는 생각이다. 증거가 과학적 이론을 과소 결정한다고 말한다.
과소결정은 이용 가능한 증거가 그 증거에 대해 어떤 믿음을 가져야 하는지를 식별하기에 불충분할 때 존재한다. 예를 들어, 알려진 모든 것이 사과와 오렌지에 정확히 10달러가 소비되었고 사과는 1달러이고 오렌지는 2달러라는 것뿐이라면 일부 가능성을 제거하기에 충분할 것이다(예: 6개의 오렌지는 구입할 수 없었음). 어떤 특정 조합의 사과와 오렌지를 구입했는지 알 수 있는 충분한 증거가 없을 것이다. 이 예에서 어떤 조합이 구매되었는지에 대한 믿음은 사용 가능한 증거에 의해 과소 결정된다고 말할 수 있다.
르네 데카르트의 작업에서 현대에 다시 다른 레이블로 과소결정이 발생한다. 다른 회의적인 주장 중에서 데카르트는 과소결정과 관련된 두 가지 주장을 제시한다. 그의 꿈 논증은 꿈을 꾸는 동안 지각된 경험(예를 들어, 넘어짐)이 반드시 실제 상황(침대에 있는 것)을 추론하기에 충분한 정보를 포함하지 않는다는 점을 지적한다. 그는 꿈과 현실을 항상 구별할 수는 없기 때문에 실제 경험보다는 꿈일 가능성을 배제할 수 없다고 결론지었다. 따라서 실제 경험이 있다는 결론은 과소 결정된다. 그의 악마 주장은 모든 경험과 생각이 매우 강력하고 기만적인 "악마"에 의해 조작될 수 있다고 가정한다. 다시 한 번, 지각된 현실이 자신의 제한된 말하기 능력의 한계와 내적으로 일치하는 것처럼 보이는 한, 상황은 현실과 구별할 수 없으며 그러한 악마가 존재하지 않는다고 논리적으로 결정할 수 없다.
결론이 과소결정되었다는 것을 보여주기 위해서는 증거의 표준에 의해 동등하게 잘 뒷받침되는 경쟁적 결론이 있다는 것을 보여주어야 한다. 과소 결정의 사소한 예는 "증거를 찾을 때마다"(또는 더 일반적으로 위조 될 수 없는 모든 진술)라는 문구를 추가하는 것이다. 예를 들어, "지구 근처에 있는 물체는 떨어뜨렸을 때 그 쪽으로 떨어진다"라는 결론은 "떨어졌을 때 지구 근처에 있는 물체가 지구 쪽으로 떨어지지만, 그것이 떨어지는 것을 확인하는 경우에만"이라는 결론과 반대될 수 있다. 이것을 어떤 결론에 추가할 수 있기 때문에 모든 결론은 최소한 사소한 부분에서 과소결정된다. 예를 들어 오컴의 면도날를 적용하여 그러한 진술이 불법으로 간주되는 경우 그러한 "속임수"는 과소 결정의 증거로 간주되지 않다.
이 개념은 과학적 이론에도 적용된다. 예를 들어, 이론이 다루지 않는 상황을 찾는 것도 마찬가지로 간단하다. 예를 들어, 고전 역학은 비가속 기준 좌표계를 구분하지 않았다. 결과적으로 그러한 기준 프레임에 대한 결론은 과소 결정되었다. 태양계가 정지해 있다고 말하는 것은 이론과 동일하게, 특정 방향으로 일정한 속도로 움직인다고 말하는 것이다. 뉴턴 자신은 이러한 가능성을 구별할 수 없다고 말했다. 더 일반적으로, 일반 상대성 이론과 양자 역학의 경우와 같이 증거가 항상 경쟁 이론을 구별하기에 충분하지 않을 수 있다(또는 둘 다를 통합할 다른 이론을 결정하기 위해).
과소 결정과 관련된 주장은 증거에 의해 과소 결정되기 때문에 어떤 결론을 믿을 이유가 없음을 보여주려고 시도한다. 그런 다음 특정 시간에 사용할 수 있는 증거가 적어도 하나의 다른 가설에 의해 동등하게 잘 설명될 수 있다면 관찰적 으로 동등하다고 간주될 수 있는 동등하게 지지되는 경쟁자보다 그것을 믿을 이유가 없다(많은 다른 가설이 여전히 동일할 수 있지만 제거).
과소결정과 관련된 논증은 증거가 무엇인지에 대한 주장과 그러한 증거가 결론을 과소결정한다는 주장 모두를 포함하기 때문에 다음과 같이 과소결정 논증 내에서 이 두 주장을 분리하는 것이 종종 유용하다.
1. 특정 유형의 사용 가능한 모든 증거는 여러 경쟁적 결론 중 어느 것이 정확한지 과소 결정한다.
2. 그러한 유형의 증거만이 이러한 결론 중 하나를 믿는 것과 관련이 있다.
3. 따라서 경쟁적 결론 중 하나를 믿는다는 증거는 없다.

첫 번째 전제는 이론이 과소결정되었다는 주장을 한다. 두 번째는 합리적인 결정(즉, 이용 가능한 증거를 사용하는 것)이 불충분한 증거에 달려 있다고 말한다.
모든 현상은 다양한 가설로 설명될 수 있다. 그렇다면 어떻게 데이터가 이론을 증명하기에 충분할 수 있는가? 이것이 "이론에 대한 데이터의 불확정성의 인식론적 문제"이다.
일부 회의적인 주장은 데카르트의 사악한 악마 또는 (현대 버전에서) 매트릭스를 실행하는 기계에 의한 복잡한 환상의 유지와 같은 '회의적 가설'과 양립할 수 없는 가능한 증거가 없다는 사실에 호소한다. 회의론자는 이것이 지식에 대한 모든 주장 또는 심지어 (내재주의적 정의에 따라) 정당화를 훼손한다고 주장할 수 있다.
철학자들은 이 주장이 매우 강력하다는 것을 발견했다. 흄은 그것이 대답할 수 없다고 느꼈지만, 실제로 그 결론을 받아들이는 것은 불가능하다고 보았다. 이것의 영향을 받아 칸트는 우리는 ' 현상적' 세계에 대한 지식을 열망할 수 있다고 주장했다. 현대 반실재론도 비슷한 반응을 내놓았다.
과학 철학에서 과소 결정은 종종 과학적 실재론에 대한 문제로 제시되는데, 이는 우리가 과학적 이론에 의해 이야기되는 직접 관찰할 수 없는 실체를 믿을 이유가 있다고 주장한다. 그러한 주장 중 하나는 다음과 같이 진행된다(이전 주장과 비교).
1. 그러한 실체에 대해 이용 가능한 모든 관측 증거는 그러한 실체에 대한 과학적 이론의 주장을 과소 결정한다.
2. 관찰 증거만이 과학적 이론을 믿는 것과 관련이 있다.
3. 따라서 과학적 이론이 그러한 실체에 대해 말하는 것을 믿을 수 있는 증거는 없다.

이 주장에 대한 특별한 반응은 첫 번째와 두 번째 전제(1과 2)를 모두 공격한다. 과소결정은 강하고 그리고/또는 귀납적이어야 한다는 첫 번째 전제에 반대하여 주장된다. 관찰 외에 이론의 참에 대한 증거가 있다는 두 번째 전제에 반대하여 주장된다. 예를 들어, 단순성, 설명력 또는 이론의 다른 특징은 경쟁자에 대한 증거라고 주장한다.
과학적 실재론의 보다 일반적인 반응은 증거에 의해 직접 또는 간접적으로 뒷받침되는 모든 지식이 과소결정이 과학에 특별한 문제가 아니라고 주장하는 것이다. 따라서 과학철학에서 어떤 의미를 갖기에는 너무 강력한 논증이다. 왜냐하면 그것은 추측된 관찰할 수 없는 것에 대해 유일하게 의심을 던지지 않기 때문이다.

## 같이 보기
- 과학적 방법
- 도구주의
- 형이상학
- 오컴의 면도날